# Zwarte rattenslang
De zwarte rattenslang (Pantherophis obsoletus) is een slang die behoort tot de familie van de toornslangachtigen en de onderfamilie Colubrinae. De soort behoorde lange tijd tot het geslacht Elaphe en in veel literatuur wordt deze oude naam nog gebruikt.
De slang komt voor in delen van oostelijk Noord-Amerika; in de Verenigde Staten en zuidelijk Canada. De zwarte rattenslang komt voor in een groot gebied en leeft in uiteenlopende habitats. De soort komt in grote delen van het verspreidingsgebied nog algemeen voor. Op het menu staan knaagdieren en andere kleine gewervelde dieren die door verwurging worden gedood. De slang is niet giftig, maar staat bekend als vrij agressief en bijterig.
De lichaamskleur is in grote delen van het areaal uniform zwart, met een witte tot gele onderzijde. In zuidelijke delen kan de slang ook een oranje tot gele of bruine kleur hebben en ook strepentekeningen komen voor. De huid van de slang is meestal niet te zien omdat deze bedekt wordt door de schubben. Als de huid wordt uitgerekt, zoals na het eten van een grote prooi, wordt een vlekachtige tekening zichtbaar.

## Naam en indeling
Het eerste deel van de Nederlandstalige naam zwarte rattenslang slaat op de meestal zwarte bovenzijde van het lichaam. De naam rattenslang wordt gebruikt voor veel soorten die vroeger tot het geslacht Elaphe werden gerekend. Hoewel een aantal soorten inmiddels bij andere geslachten is ingedeeld, is de Nederlandstalige naam behouden gebleven.
De soortnaam obsoletus betekent 'versleten' en slaat op het vervagen van de kleuren naarmate het dier ouder wordt.
De vroegere naam was Elaphe obsoleta, maar toen de naam gewijzigd werd van een vrouwelijke geslachtsnaam (Elaphe) naar een mannelijke (Panterophis) veranderde de uitgang naar obsoletus.

## Verspreiding en habitat
De zwarte rattenslang komt voor in delen van oostelijk Noord-Amerika; in de Verenigde Staten en zuidelijk Canada. In de Verenigde Staten komt de soort voor in de staten Alabama, Arkansas, Connecticut, Delaware, Florida, Georgia, Indiana, Iowa, Kansas, Kentucky, Louisiana, Maryland, Massachusetts, Michigan, Minnesota, Mississippi, Missouri, Nebraska,New Jersey, New York, North Carolina, Ohio, Oklahoma, Pennsylvania,South Carolina, Texas, Vermont, Virginia en West Virginia. In Canada komt de slang voor in het zuiden van de staat Ontario. In Canada is de slang echter zeldzaam, in tegenstelling tot zuidelijkere delen van het areaal waar de slang juist zeer algemeen is.
De zwarte rattenslang heeft de grootste verspreiding van alle Noord-Amerikaanse slangen. De soort komt voor in een zeer groot gebied en leeft in uiteenlopende habitats. De habitat bestaat uit bossen, scrublands en graslanden. Ook in door de mens aangepaste streken zoals weilanden en landelijke tuinen kan de slang worden aangetroffen. De slang heeft een voorkeur voor heuvelig terrein met lichte bossen, liefst in de nabijheid van water. Ook in rotsige, droge hellingen komen de dieren voor. Het biotoop hangt samen met de klimatologische en geografische omstandigheden. De exemplaren in het noordelijke deel van het areaal komen voor tot in Canada en kunnen zich handhaven in koelere gebieden. Om meer zonnewarmte op te vangen zijn ze meestal zwart van kleur. Exemplaren uit populaties uit Florida leven in warmere en drogere omstandigheden en zijn lichter van kleur.
De slang is een goede klimmer die op enige hoogte kan worden gevonden in holtes in bomen. Hier rust de slang als er niet op prooien gejaagd wordt. Exemplaren die in de staat Florida leven maken vaak gebruik van bomen uit het geslacht Casuarina, die oorspronkelijk uit Australië komen maar hier zijn aangeplant langs autowegen.

## Beschermingsstatus
Door de internationale natuurbeschermingsorganisatie IUCN is de beschermingsstatus 'veilig' toegewezen (Least Concern of LC).

## Uiterlijke kenmerken

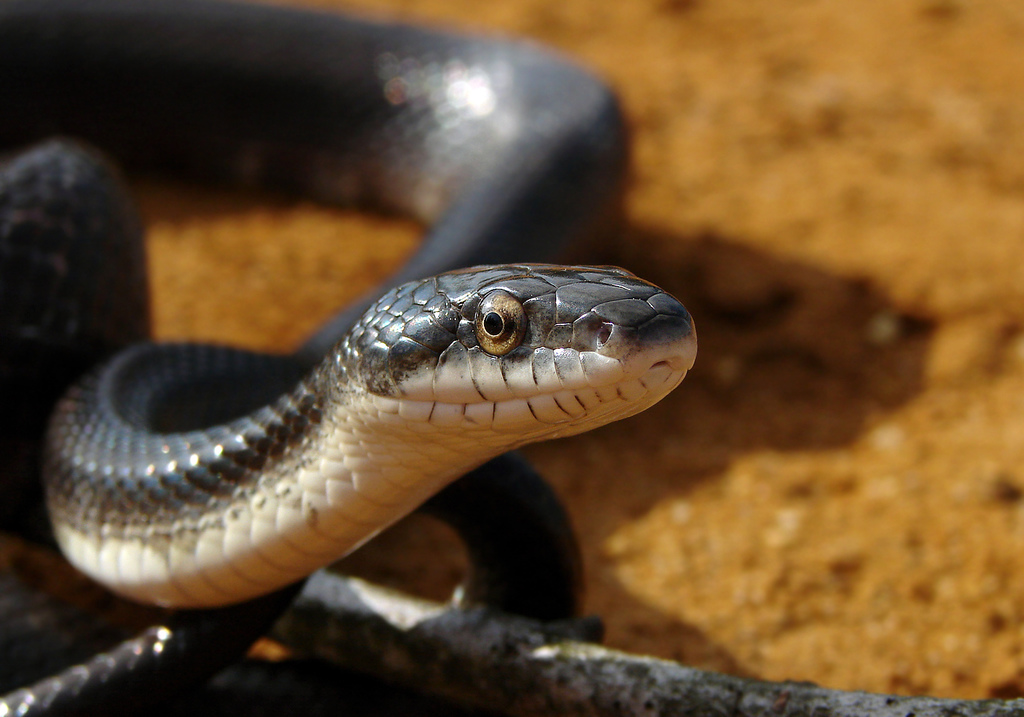
De meeste exemplaren zijn zwart van kleur en hebben een witte buik.

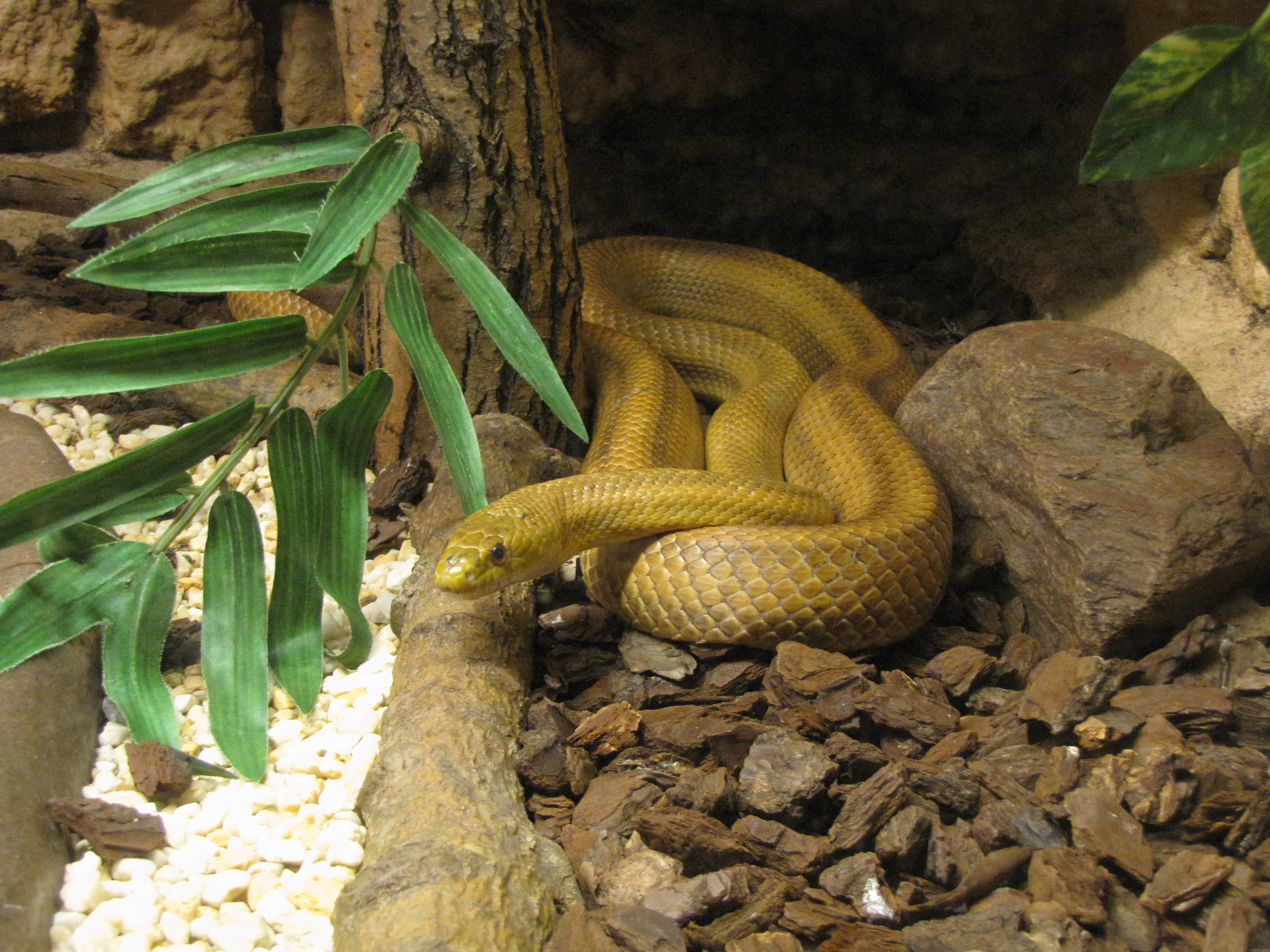
Exemplaren uit Florida zijn niet zwart maar geelbruin en vaak gestreept.

Er zijn verschillende variaties binnen het verspreidingsgebied die soms overlappen, in delen van het verspreidingsgebied komen meerdere kleurvormen voor. Opvallend is het grote verschil in kleur en tekening van de diverse ondersoorten. Deze variëren van een uniforme donkere kleur tot een gevlekt of gestreept lichaam.
De zwarte rattenslang bereikt een gemiddelde lichaamslengte van ongeveer 1,1 tot 1,8 meter. Exemplaren uit sommige populaties kunnen echter een lichaamslengte tot 2,6 meter bereiken. Het lichaam is lang maar vrij dik, de lichaamsdoorsnede heeft de vorm van een brood; plat aan de onderzijde met lange en steile zijkanten en rond aan de bovenzijde.
De kop is wigvormig en afgeplat. De ogen hebben een ronde pupil. De tong is meestal zeer donkerbruin tot zwart, maar de tong van exemplaren uit Florida hebben een rode tong. De lichaamskleur is zeer variabel en verschilt van uniform zwart tot geel met een strepentekening.
In het grootste deel van het areaal komt een zwarte lichaamskleur voor waarbij de onderzijde wit tot geelachtig is. In het zuiden van het verspreidingsgebied komen bruine tot gele exemplaren voor die donkere vlekkenrijen of strepen hebben in de lengte. Ook komen grote, zadelachtige vlekken voor. Juveniele exemplaren hebben meestal een grijze basiskleur en donkere tot zwarte vlekken, later kleuren de dieren om naar hun adulte kleur. Ze worden hierbij per vervelling iets donkerder tot ze een zwarte kleur bereiken.
De schubben aan de bovenzijde van het lichaam en de staart zijn gekield. Dit betekent dat de schubben zijn voorzien van een lage opstaande rand in de lengte van iedere schub, waardoor de huid ruwer aanvoelt in vergelijking met slangen die ongekielde schubben hebben. De slang is te onderscheiden van een aantal andere soorten door het aantal schubben. Over de breedte van het dikste deel van het lichaam heeft de slang nooit meer dan 29 schubben. In de gehele lichaamslengte heeft de slang vaak meer dan 220 buikschubben. Het aantal rijen schubben aan onderzijde van de staart varieert van ongeveer 70 tot 100.
Het aantal buikschubben varieert per geografische locatie, exemplaren uit het noorden van het areaal hebben er 222 tot 246, exemplaren uit het zuidwesten hebben er minder; van 218 tot 238. Het aantal schubben aan de onderzijde van de staart varieert bij deze soorten respectievelijk van 63 tot 90 en 72 tot 88.
De staart is van het lichaam te onderscheiden door de positie van de cloaca; het uitscheidingsorgaan. Deze wordt bedekt door een schub; de anale schub. Bij de zwarte rattenslang is deze gepaard en bestaat uit twee delen en niet uit een enkelvoudige structuur zoals bij een aantal gelijkende slangen het geval is.

### Onderscheid met andere soorten
De slang is met verschillende andere soorten te verwarren binnen het verspreidingsgebied. Vooral jonge exemplaren zijn door hun speerpunt-achtige vlek op de kop te verwarren met jongen van de soort Pantherophis emoryi. De volwassen exemplaren hebben van deze laatste soort meestal een luipaardtekening.
De volwassen dieren zijn te verwarren met verschillende andere soorten zoals de korenslang (Pantherophis guttatus) en sommige variaties van de hardloper (Coluber constrictor). Deze soorten zijn echter te onderscheiden aan hun gladde schubben waarbij een kiel ontbreekt. De lichtere en gestreepte exemplaren in de staat Florida lijken enigszins op de Europese vierstreepslang (Elaphe quatuorlineata).

## Voedsel en vijanden

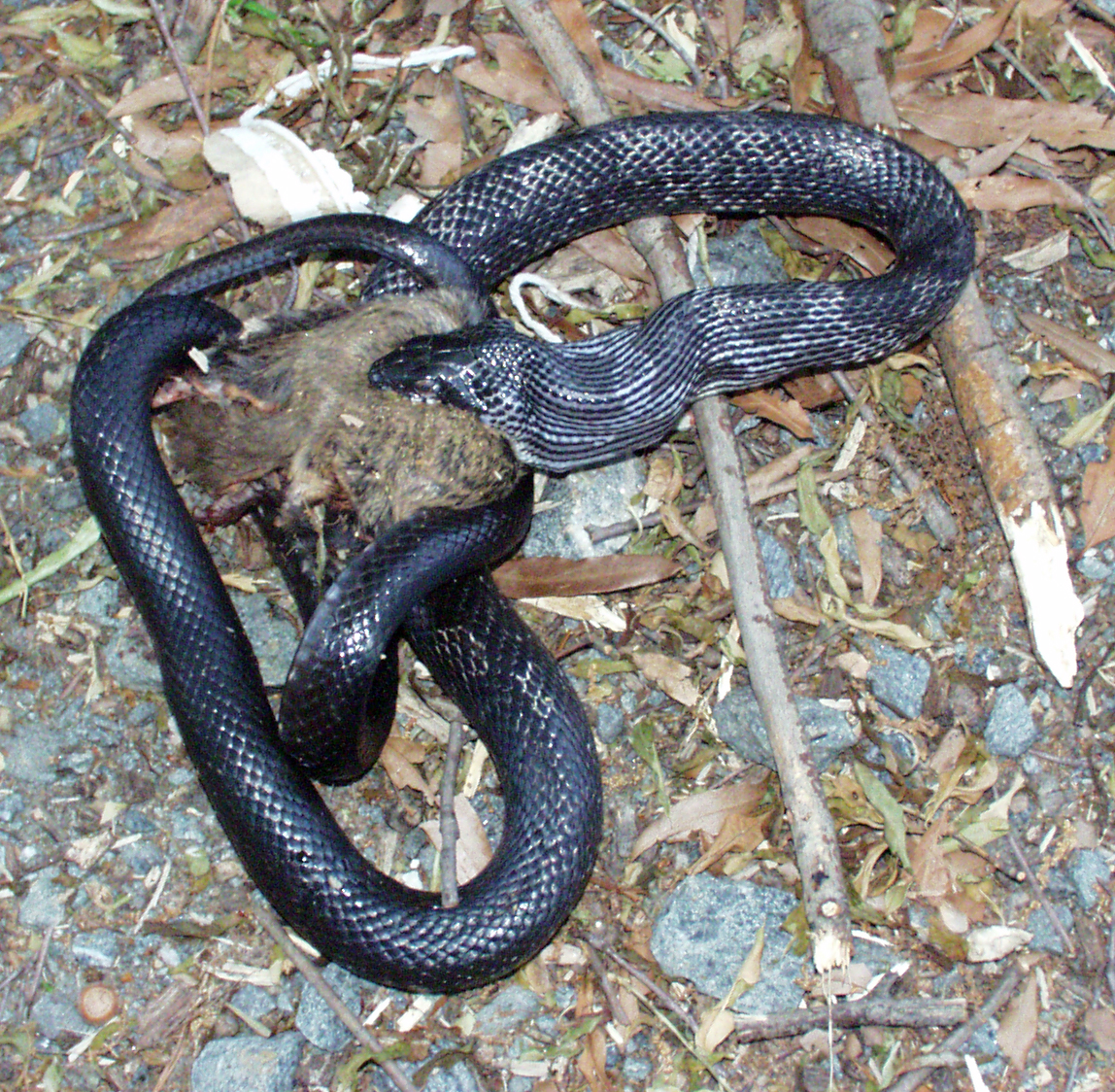
Een exemplaar eet een rat.

Het voedsel bestaat voornamelijk uit knaagdieren en andere kleine zoogdieren. Op het menu staan voornamelijk muizen, ratten, mollen en eekhoorns. Daarnaast worden ook wel kleine vogels gegeten, evenals de eieren van vogels. De zwarte rattenslang is een van de belangrijkste vijanden van de eieren van Carolina-eend (Aix sponsa), die in het areaal van de slang voorkomt. Jongere slangen eten navenant kleinere prooien zoals kleinere knaagdieren, hagedissen en kikkers.
De slang jaagt actief op zijn prooi en kan deze enige tijd achtervolgen. De zwarte rattenslang kan goed zwemmen en is tevens een goede klimmer. De prooi wordt gewurgd voordat deze wordt opgegeten.
Vijanden van de volwassen slang zijn voornamelijk haviken en andere roofvogels. De jonge exemplaren worden door veel meer dieren gegeten, zoals rovende zoogdieren en andere slangen. Als de slang een vijand opmerkt zal deze proberen te vluchten. Vaak wordt het water betreden en zwemt de slang weg. Bij verstoring krult het dier in een lus en trilt hierbij met de staart. Door de staartpunt te vibreren in de bladerlaag ontstaat een geluid dat doet denken aan het geratel van een ratelslang.
Uit klieren bij de cloaca wordt een sterk ruikende, muskusachtige stof afgescheiden die dient om af te schrikken. Als de slang wordt opgepakt zal deze het goedje uitsmeren over de belager met de staart. Daarnaast zal de slang proberen te bijten. Alleen van populaties uit het zuidoosten van het verspreidingsgebied is bekend dat ze zich passief gedragen, maar de meeste andere populaties staan bekend als agressief en bijten fel van zich af als ze worden aangeraakt. Hoewel de slang niet giftig is staat deze bekend als te vermijden, een beet kan namelijk pijnlijk zijn.

## Voortplanting en ontwikkeling

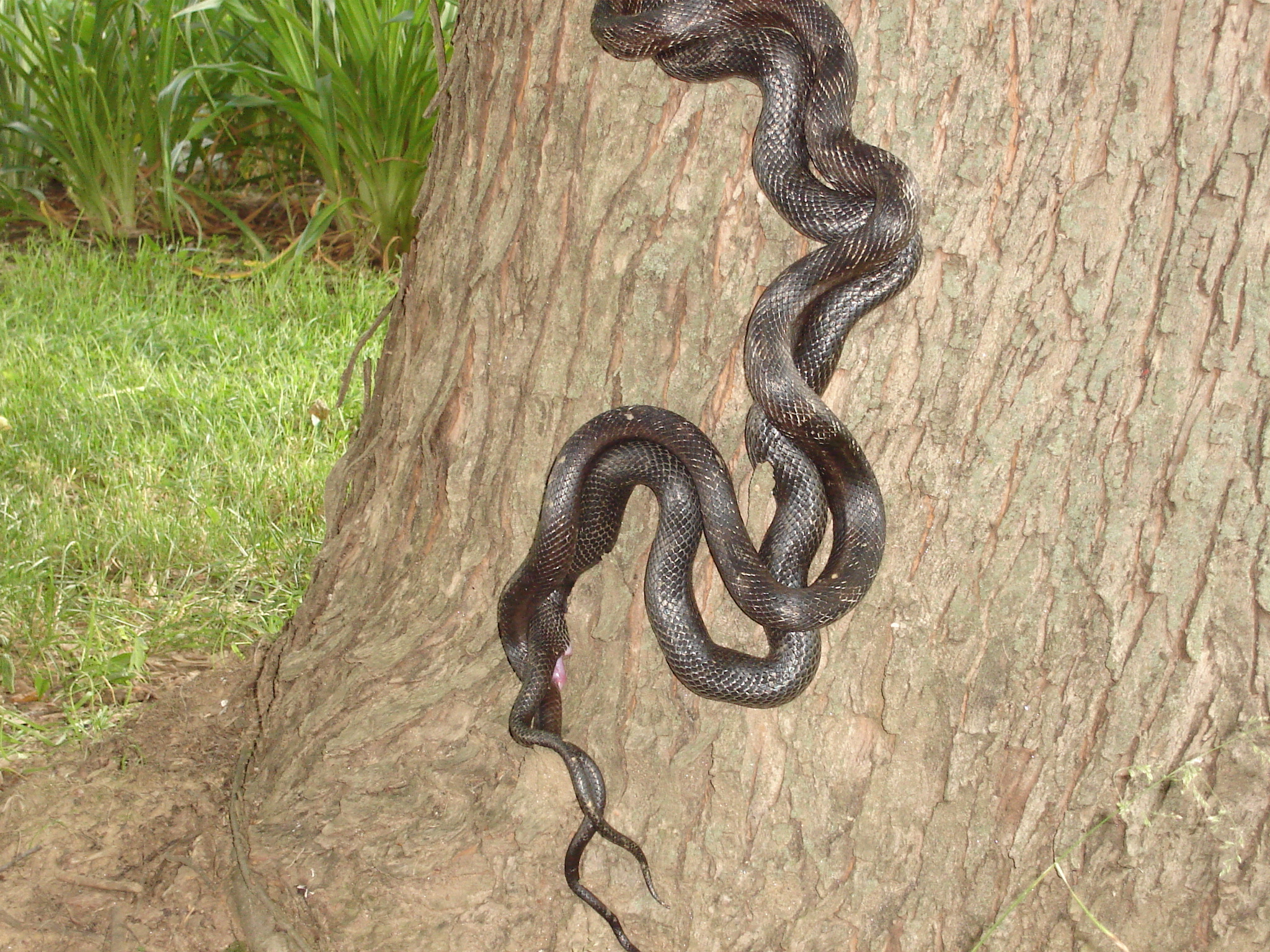
Paring van de zwarte rattenslang, de uitgestulpte hemipenis van het mannetje is onderaan te zien.

De zwarte rattenslang houdt in de winter een winterslaap waarbij ondergrondse holen worden opgezocht om te schuilen voor de kou. Ook openingen tussen boomwortels en holle bomen worden wel gebruikt. De dieren zijn normaal gesproken solitair maar tolereren elkaar in de winter en kunnen in groepen worden aangetroffen. De slangen ontwaken in de lente in de maanden maart tot mei. Na enige weken vangt de voortplantingstijd aan.
In het natuurlijke verspreidingsgebied strekt de voortplantingstijd zich uit van eind april, mei en begin juni. Mannetjes zoeken hierbij niet de vrouwtjes op zoals bij veel andere slangen voorkomt maar wachten hun komst af en pikken de feromonen van langskomende vrouwtjes op. Voor de paring probeert een mannetje zijn staart om die van een vrouwtje te krullen en soms wordt de bek gebruikt om het vrouwtje te ankeren en te voorkomen dat ze ervandoor gaat. Vervolgens vindt de paring plaats waarbij het mannetje een van zijn twee hemipenissen in haar cloaca brengt. Net als bij andere slangen is het oppervlak van de penis voorzien van vlezige weerhaakjes, om deze te verankeren gedurende de copulatie.
Het vrouwtje is eierleggend of ovipaar en zet per jaar 10 tot 20 eieren af in holletjes in de grond of onder objecten als stukken hout. De eieren worden ongeveer een maand na de paring afgezet. Soms worden twee legsels per jaar geproduceerd. Na ongeveer acht tot tien weken komen de eieren uit en verschijnen de juvenielen. De incubatietijd is temperatuurafhankelijk, bij een temperatuur van 28 graden komen de eieren na 59 dagen uit.
Als de jongen uit het ei kruipen zijn ze ongeveer 27 tot 40 centimeter lang. De jonge slangen hebben altijd een gestreepte lichaamskleur, ze eten veel en groeien snel.

## Taxonomie en indeling

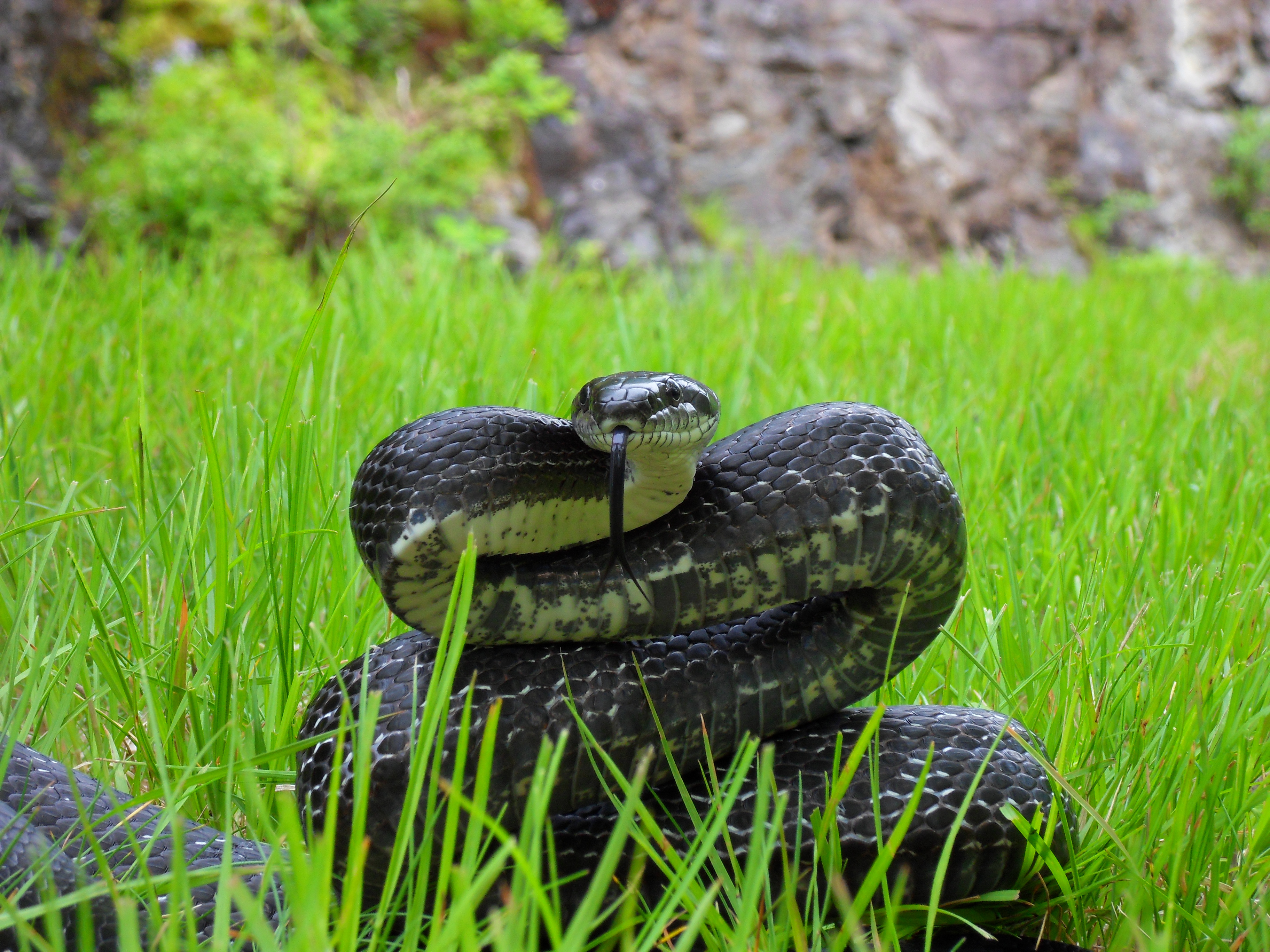
Dreighouding.

De wetenschappelijke naam van de slang werd voor het eerst voorgesteld door Thomas Say in 1823. Oorspronkelijk werd de naam Coluber obsoletus gebruikt. De soort werd aanvankelijk bij het geslacht toornslangen Coluber ingedeeld. Later werd de slang ondergebracht bij de geslachten Georgia (niet meer erkend), Elaphe en Pituophis.
De zwarte rattenslang behoort tot de familie toornslangachtigen en de onderfamilie Colubrinae. Het is tegenwoordig de bekendste en wijdst verspreide soort uit het geslacht Pantherophis. Tot dit geslacht behoren verder acht andere soorten, die eenzelfde uiterlijk en levenswijze hebben. Alle soorten zijn typische landbewoners die voornamelijk knaagdieren eten en als nuttig kunnen worden beschouwd.
Lange tijd was de wetenschappelijke naam van de slang Elaphe obsoleta. Onder deze naam is de slang in de literatuur het meest bekend en volgens sommige bronnen is deze wetenschappelijke naam nog steeds geldig.
In 2001 werd voorgesteld om de soort op te delen in drie verschillende soorten op basis van verschillende geografische mitochondriale kenmerken. Omdat de kenmerken een sterke overlap hebben en de drie soorten verder geen morfologische verschillen vertonen, is dit idee tegenwoordig opgegeven. In 2008 werd voorgesteld om de al eerder gebruikte geslachtsnaam Scotophis te gebruiken voor deze soort op basis van onderzoek, maar ook deze wijziging werd verworpen.
De zwarte rattenslang wordt wel verdeeld in vier verschillende ondersoorten die vaak sterk verschillen in kleur en ook wat betreft lichaamslengte kunnen verschillen. Door veel biologen worden de ondersoorten echter meer gezien als kleurvariaties en niet als ondersoorten. De voormalige ondersoort Pantherophis obsoletus spiloides wordt tegenwoordig als een aparte soort erkend (Pantherophis spiloides).

### Variaties
In de onderstaande uitklapbare tabel zijn de verschillende variaties weergegeven, met hun verspreidingsgebied en lichaamskenmerken. Voor de volledigheid zijn ook de namen van de voormalige ondersoorten vermeld.
| Variaties van de zwarte rattenslang | Variaties van de zwarte rattenslang                          | Variaties van de zwarte rattenslang | Variaties van de zwarte rattenslang                          |
| ----------------------------------- | ------------------------------------------------------------ | --- | ------------------------------------------------------------ |
| Afbeelding                          | Verspreiding                                                 | Kenmerken | Oude wetenschappelijke naam                                  |
|                                     | Texas, Louisiana, Oklahoma, Kansas                           | 107 tot 183 cm (max 218). 218 - 238 buikschubben. Grijze tot geelbruine lichaamskleur met donkere vlekken.                                                                 | Pantherophis obsoletus lindheimerii Conant & Collins, 1991   |
|                                     | Grote delen van noordelijk Noord-Amerika.                    | 107-183 cm (max 257). 222 tot 246 buikschubben. Zwarte lichaamskleur met een witte onderzijde.                                                                             | Pantherophis obsoletus obsoletus Say, 1823                   |
|                                     | Florida, Georgia, Tennessee, North Carolina, South Carolina. | 106 tot 183 cm (max 221). 225 - 245 buikschubben. Grijze tot geelbruine kleur met donkere vlekkenrijen tot strepen.                                                        | Pantherophis obsoletus quadrivittata Palmer & Braswell, 1995 |
|                                     | Een geïsoleerd gebied in Florida.                            | 122 tot 198 cm (max 221). 220 - 235 buikschubben. Lichtbruin tot geel met donkere strepen. Wordt tegenwoordig als een andere soort beschouwd; Pantherophis alleghaniensis. | Pantherophis obsoletus rossalleni Neill, 1949                |